# Andrzej Mazur (biegacz)
Andrzej Mazur (ur. 5 stycznia 1974) – polski lekkoatleta uprawiający biegi długodystansowe, specjalizujący się w biegu 24-godzinnym.

## Życiorys
W 2018 roku podczas Mistrzostw Polski w biegu 24-godzinnym w Łysych zdobył srebrny medal z wynikiem 236,216 km.
W 2020 roku podczas Mistrzostw Polski w biegu 24-godzinnym w Pabianicach zdobył brązowy medal z wynikiem 252,036 km.
W 2022 roku podczas Mistrzostw Europy w biegu 24-godzinnym w Weronie zdobył złoty medal w drużynie z Andrzejem Piotrowskim i Jakubem Śleziakiem, indywidualnie zajął 16. miejsce z wynikiem 259,545 km.
W 2023 roku podczas Mistrzostw Polski w biegu 24-godzinnym w Pabianicach zdobył brązowy medal z wynikiem 240,181 km.
Podczas rozgrywanych 2 grudnia w Tajpej Mistrzostw Świata w biegu 24-godzinnym zdobył srebrny medal w drużynie z Andrzejem Piotrowskim i Mariuszem Napiórkowskim, indywidualnie zajął 11. miejsce z wynikiem 261,278 km.

## Osiągnięcia
| Rok  | Impreza                                      | Miejsce | Konkurencja   | Pozycja     | Wynik     |
| ---- | -------------------------------------------- | ------- | ------------- | ----------- | --------- |
| 2022 | Mistrzostwa Europy w biegu 24-godzinnym 2022 | Werona  | indywidualnie | 16. miejsce | 259 545 m |
| 2022 | Mistrzostwa Europy w biegu 24-godzinnym 2022 | Werona  | drużynowo     | 1. miejsce  | 825 526 m |
| 2023 | Mistrzostwa Świata w biegu 24-godzinnym 2023 | Tajpej  | indywidualnie | 11. miejsce | 261 278 m |
| 2023 | Mistrzostwa Świata w biegu 24-godzinnym 2023 | Tajpej  | drużynowo     | 2. miejsce  | 787 964 m |